# シンディ・キャロル
シンディ・キャロル（Cindy Carol, 1944年10月11日 - ）は、アメリカの女優である。

## 経歴
1944年英語教師の家庭に生まれる。10歳のとき、子役俳優をしていた兄のオーディションに付いていった際にプロデューサーに見初められ、映画『美わしき思い出』など数作に出演した。キャロルはそのまま女優になることを望んでいたが、父は芸能活動に反対していた。そこでキャロルは自分も教師になりたいが、女優の仕事をして学費を稼ぎたい、と主張し、父を説得した。まずCM数本に出演、その後テレビドラマで役を得るなど、活動を広げていった。
1962年にテレビドラマ『ママと七人のこどもたち』でロレッタ・ヤングが演じる主人公の7人の子の一人を演じていた際、映画『Gidget Goes to Rome』の主役に抜擢された。この映画は1959年の映画『Gidget』に始まるシリーズの3作目で、小柄と設定された主人公に適した女優がおらず苦慮していたプロデューサーの目に、テレビドラマに出演していたキャロルが留まったのであった。それまで本名で活動していたキャロルはこの映画から芸名をシンディ・キャロルと変え、大規模な宣伝活動が繰り広げられた。映画はヒットし、キャロルの演技も高評価を受けた。
しかし、その後のキャロルの活動は長くは続かなかった。1965年の映画『ボクいかれたヨ！』に出演したほかは、ソープオペラ『Never Too Young』にレギュラー出演したが、番組が終了すると芸能界からは遠ざかっていった。1969年、俳優のクリストファー・コネリーと結婚し、2児を儲けた。引退後は教職に就き、女優時代に関する取材にも応じていない。

## 映画
| 年   | 題名                                   | 役名                                 | 注              |
| ---- | -------------------------------------- | ------------------------------------ | --------------- |
| 1955 | マッコーネル物語 The McConnell Story   | パティ・マッコーネル（少女時代）     | クレジットなし  |
| 1955 | 美わしき思い出 Good Morning, Miss Dove | 女生徒                               | クレジットなし  |
| 1959 | 5つの銅貨 The Five Pennies             |                                      | クレジットなし  |
| 1962 | 恐怖の岬 Cape Fear                     | ベティ                               | Carol Sydes名義 |
| 1963 | Gidget Goes to Rome                    | ギジェット（フランシス・ローレンス） |                 |
| 1965 | ボクいかれたヨ！ Dear Brigitte         | パンドラ・リーフ                     |                 |

## テレビ
| 年          | 題名                                              | 役名               | 注                     |
| ----------- | ------------------------------------------------- | ------------------ | ---------------------- |
| 1955        | Medic                                             | ローリー・ラムジー | 1話（Carol Sydes名義） |
| 1958        | おじさまはひとりもの Bachelor Father              | カレン             | 2話（Carol Sydes名義） |
| 1959        | 探偵マイク・ハマー Mike Hammer                    | Anna Zabreski      | 1話（Carol Sydes名義） |
| 1960        | ビーバーちゃん Leave It to Beaver                 |                    | 7話（Carol Sydes名義） |
| 1961        | パパ大好き My Three Sons                          | ビビアン・ギブソン | 1話（Carol Sydes名義） |
| 1962        | 幌馬車隊 Wagon Train                              | レニエ・カトラー   | 1話（Carol Sydes名義） |
| 1962        | ドナ・リード・ショー The Donna Reed Show          |                    | 1話（Carol Sydes名義） |
| 1962 – 1963 | ママと七人のこどもたち The New Loretta Young Show | ビンキー           | 24話                   |
| 1964        | Vacation Playhouse                                | マーシャ・クーパー | 1話                    |
| 1965 – 1966 | Never Too Young                                   | スーザン           | 20話                   |